# Alstom Coradia Nordic
Die Elektrotriebzüge der Baureihen X60, X61 und X62 gehören zur Fahrzeugfamilie Alstom Coradia Nordic von Alstom und werden im schwedischen Regionalverkehr eingesetzt. Die Gliederzüge sind eine an das schwedische Klima angepasste Weiterentwicklung der Coradia LIREX und ebenfalls niederflurig. Statt Einzelachsfahrwerke besitzen die Coradia Nordic allerdings konventionelle Enddrehgestelle und Jakobs-Drehgestelle zwischen den Mittelwagen. Das mitteleuropäische Pendant sind die Alstom Coradia Continental.

## Schwedische Baureihen
Die Alstom Coradia Nordic sind als verschiedene Baureihen an schwedische Betreiber verkauft worden:
| Baureihe | Verkehrsgesellschaft            | Betreiber  | Anzahl | Lieferung | Bemerkungen         |
| -------- | ------------------------------- | ---------- | ------ | --------- | ------------------- |
| X60      | Storstockholms Lokaltrafik (SL) | MTR Nordic | 71     | 2005–2008 | für Pendeltåg       |
| X60A     | Storstockholms Lokaltrafik (SL) | MTR Nordic | 12     | 2012      | für Pendeltåg       |
| X60B     | Storstockholms Lokaltrafik (SL) | MTR Nordic | 46     | 2016–2017 | für Pendeltåg       |
| X61      | Skånetrafiken                   | VR Sverige | 99     | 2009–2019 | für Pågatåg         |
| X61      | Östgötatrafiken                 | VR Sverige | 18     | 2010–2019 |                     |
| X61      | Västtrafik                      | SJ AB      | 22     | 2010–2012 | Göteborgs pendeltåg |
| X62      | Norrtåg                         | Vy Tåg     | 12     | 2010–2012 | Bistroabteil        |

Die Züge werden bei Alstom Transport Deutschland in Salzgitter konstruiert und hergestellt.

### X60
Als erste Serienfahrzeuge der Coradia-Nordic-Familie entstanden 71 sechsteilige elektrische Triebzüge der Baureihe X60, die an AB Storstockholms Lokaltrafik (SL) geliefert wurden. Die X60 der SL sind 107,1 m lang, 3 258 mm breit und 4 280 mm hoch. Sie verfügen über 374 Sitzplätze und 565 Stehplätze. Die Triebzüge sind für eine Spitzengeschwindigkeit von 160 km/h ausgelegt. Ihre Fußbodenhöhe liegt auf 92 % der Wagenfläche bei 760 mm über Schienenoberkante – im Durchgang steigt sie auf 830 mm an und erreicht maximal 1080 mm.
Im Vorortverkehr von Stockholms pendeltåg verkehren in der Regel zwei X60 in Mehrfachtraktion. Ein solcher Zug kann fast 2 000 Personen befördern. Die davor eingesetzten SJ X10 wurden mit der Auslieferung der X60 nur noch in den Spitzenzeiten eingesetzt und 2017 ganz verdrängt.
Die Fahrzeuge wurden komplett in Salzgitter hergestellt. Zulieferer waren SMA (Niestetal) für die Hilfsbetriebeumrichter, Faiveley Transport (ehemals HAGENUK – Hanseatische Apparatebaugesellschaft Neufeldt und Kuhnke) bzw. MAB (Maschinen- und Apparatebau) (Schkeuditz) für die Klimaanlagen der Fahrgasträume und Fahrerräume sowie Faiveley Transport (Witten) für die Bremsausrüstung und die Franz Kiel GmbH & Co. KG (Nördlingen) für die Fahrgastsitze.

#### X60A
Im Mai 2010 wurde ein neuer Auftrag über zwölf weitere X60 erteilt, die 2012 ausgeliefert wurden.

#### X60B
Im Juni 2012 wurden von der SL weitere 46 Fahrzeuge des Typs X60 bei Alstom in Auftrag gegeben. Das Auftragsvolumen betrug 440 Mio. Euro. Insgesamt wurden 129 X60 Coradia Nordic an SL verkauft.
Die Lieferungen von Alstom in Salzgitter begannen im Januar 2016, wobei die Züge mit der Fähre von Rostock nach Trelleborg transportiert werden. Alstom lieferte zwei Züge pro Monat bis November 2017. Storstockholms Lokaltrafik setzt nach Abschluss der Lieferungen 129 sechsteilige Coradia-Nordic-Züge ein.
Die ebenfalls 107,1 m lange neue Generation hat 150 Änderungen gegenüber dem Vorgängermodell. Sie sind mit ERTMS ausgerüstet, haben an jedem Sitz eine Steckdose und beheizte einziehbaren Stufen an den Türen. Sie können 554 Fahrgäste transportieren, darunter 354 auf Sitzplätzen sowie 54 auf Klappsitzen.
Testfahrten fanden zwischen Älvsjö und Uppsala statt. Die X60B werden mit der Aufnahme des Personenverkehrs im Juli 2017 mit der Eröffnung der Citybana eingesetzt.

### X61

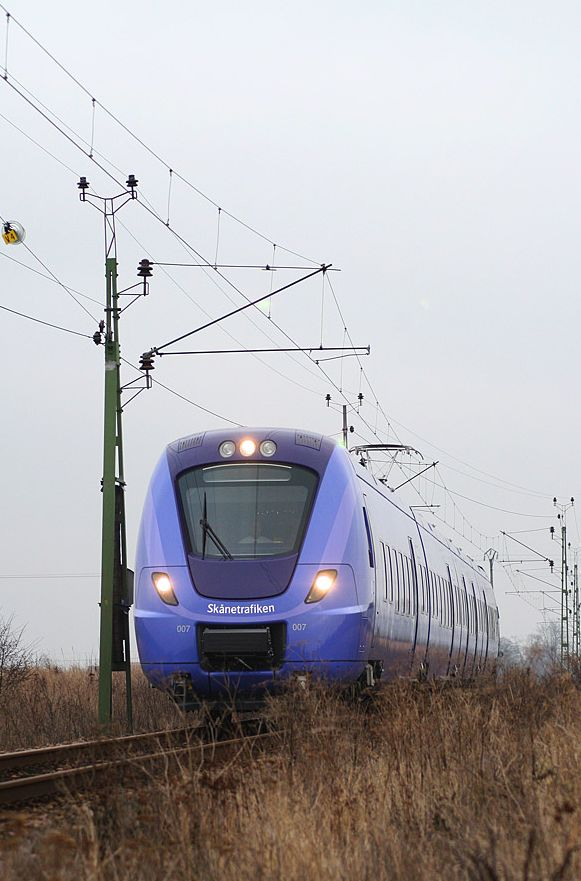
X61 von Skånetrafiken

Nachdem die ersten Fahrzeuge bei SL in Betrieb waren, wurden weitere ähnliche Fahrzeuge von anderen Eisenbahngesellschaften in Schweden bestellt. Diese Triebzüge sind vierteilig und daher mit 74,3 Metern Länge kürzer als die X60. Die Variante mit 160 km/h Höchstgeschwindigkeit wird als X61 bezeichnet.

#### Skånetrafiken
Skånetrafiken hat für die gewonnene Ausschreibung des Pågatåg-Regionalzugverkehrs in Schonen 49 als X61 bezeichnete vierteilige Coradia Nordic zu einem Gesamtpreis von 2,34 Mrd. SEK (entspricht 48 Mio. SEK pro Zuggarnitur) bei Alstom LHB bestellt. Der erste Zug sollte 2009 und der letzte 2011 fertiggestellt werden. Die Züge erhalten einen noch niedrigeren Fußboden und völlig neu gestaltete Innenräume, bei denen die Anzahl der Sitze pro Wagen etwas geringer ist und der Gang teilweise breiter ist als in den X60-Zügen. Diese Lieferungen verzögerten sich unter anderem wegen defekter Türen und Toiletten. Der erste Zug wurde im März 2010 geliefert. Die Fahrzeuge sind seit 16. August 2010 im Planeinsatz.
Von den vereinbarten Optionen über 59 weitere Triebzüge im Wert von ca. 2,4 Mrd. SEK wandelte Skånetrafiken im November 2011 eine Option in eine Bestellung von zwanzig Triebzügen um. Weitere 5 Züge wurden im Jahr 2014, weitere 30 Fahrzeuge im Februar 2015 zur Auslieferung für 2018 bestellt. Im Januar 2019 wurden die letzten Triebzüge ausgeliefert. Insgesamt verfügt Skånetrafiken nun über 99 vierteilige Triebzüge.

#### Östgötatrafiken
Östgötatrafiken bestellte im März 2008 fünf vierteilige Züge für den Verkehr in der Region Östergötland.
Acht weitere Triebzüge wurden 2012 bestellt und 2015 ausgeliefert.
Im November 2017 wurden von Östgötatrafiken 3 weitere Fahrzeuge bestellt. Diese sollten im Anschluss an die Serie von 30 Fahrzeugen für Skånetrafiken gebaut und 2019 ausgeliefert werden. Mit zwei von Jönköpings länstrafik bestellten Triebzügen umfasst der Wagenpark von Östgötatrafiken nun 18 vierteilige Coradia Nordic.

#### Jönköpings Länstrafik
Jönköpings Länstrafik hat im Juni 2008 Alstom einen Auftrag über die Lieferung von zwei Regionalzügen vom Typ Coradia Nordic erteilt. Diese beiden Züge wurden im 2015 von Östgötatrafiken übernommen.

#### Västtrafik
Västtrafik hat im Dezember 2008 elf vierteilige X61 für den S-Bahnverkehr (Pendeltåg) in der Umgebung von Göteborg bestellt. Die Züge wurden vom Herbst 2010 bis Ende 2012 ausgeliefert und sind seitdem auf den Strecken Kungsbacka-Göteborg-Alingsås sowie Göteborg-Älvängen im Einsatz. Mit einer zweiten Bestellung von elf Zügen im Dezember 2010 sind in Göteborg inzwischen 22 Triebzüge in Betrieb.
Am 2. September 2024 erhielt Mantena im norwegischen Grorud den Auftrag, alle Garnituren auf die neuesten Kundenansprüche hochzurüsten. Der Auftragswert liegt bei 67 Mio. SEK. Die Arbeiten beginnen im Herbst 2024 und sollen im darauffolgenden Herbst abgeschlossen sein. Die Modernisierung umfasst die Lackierung, eine äußere Reinigung und den Austausch der Sitze sowie die Reinigung und Aufarbeitung der Fußböden. Die Sitze werden bei Artex in Schweden umgebaut und wiederverwendet und in Oslo zusammengebaut.

### X62

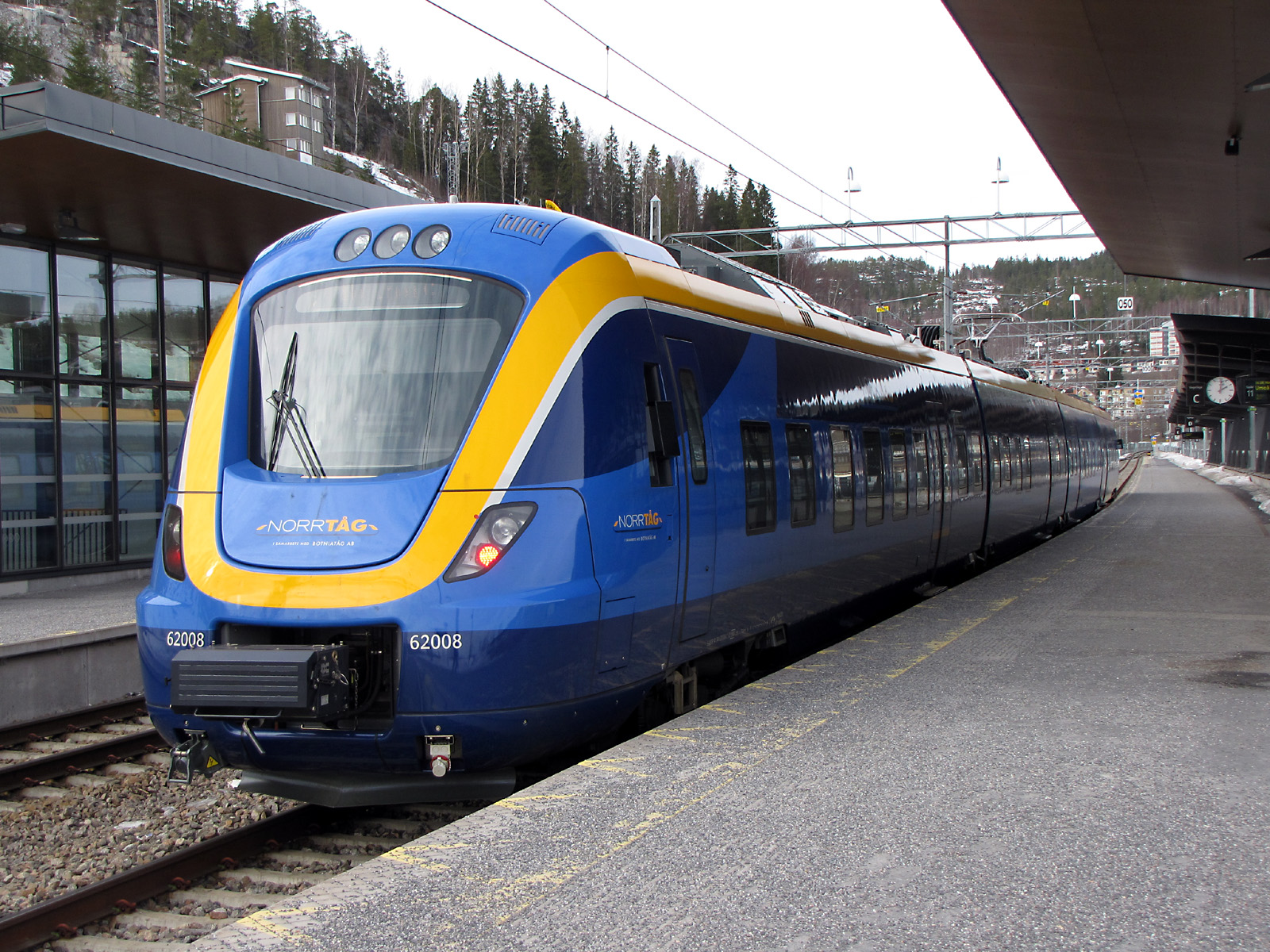
X62 der Norrtåg in Örnsköldsvik

Norrtåg hat im Oktober 2008 zwölf vierteilige, wegen der höheren Höchstgeschwindigkeit von 180 km/h als X62 bezeichnete Züge, für Verkehre in Västernorrlands län und Västerbottens län (Nordschweden) bestellt. Die Züge bieten ein Bistroabteil. Alle Züge sind ausgeliefert und bedienen die Strecke Sundsvall–Östersund–Storlien. oder Sundsvall–Örnsköldsvik–Umeå.

## Norwegische Baureihe
Norske tog hat am 10. Januar 2022 mit Alstom einen Vertrag über den Bau von 30 sechsteiligen Coradia-Nordic-Triebzügen abgeschlossen, die die Baureihenbezeichnung Type 77 erhalten. Eine Option für die Lieferung von weiteren 170 Triebzügen wurde vereinbart. Der Auftrag hat einen Wert von etwa 20 Milliarden Kronen. Die 160 km/h schnellen Coradia Nordic werden zwölf Türen pro Seite, 294 Sitzplätze und eine Gesamtkapazität von 778 Fahrgastplätzen bieten. Die Triebzüge sollten ab 2023 gebaut und ab 2024 in Norwegen getestet werden. Im Jahr 2025 soll der Einsatz auf der Østfoldbanen beginnen. Weil Alstom über eine Tochtergesellschaft in den besetzten palästinensischen Gebieten tätig ist, löste die Bestellung in Norwegen Proteste aus. Im Juni 2025 traf der erste Triebzug zu Testzwecken in Norwegen ein. In den Pressemitteilungen wird der Zug nunmehr als Coradia Stream für den Norden, ehemals Coradia Nordic bezeichnet.